# El Molón
El Molón és el nom que rep el jaciment arqueològic situat a la Serra de Mira, a 1,5 km al nord de Camporrobles (Plana d'Utiel). El nom li ve pel turó sobre el qual s'assenta, una gran mola cretàcica de 1124 msnm. Presenta una forma allargada i es troba estructurada en diverses plataformes. La central, més àmplia, va ser l'escollida com a lloc d'assentament, ja que resulta molt apta per al desenvolupament urbanístic, alhora que presenta unes condicions defensives immillorables, en quedar delimitada en bona part per abruptes espadats.

## Història
El jaciment presenta un gran interès per la seua estratègica localització geogràfica, a la zona de transició de la Meseta, les muntanyenques ibèriques i el litoral mediterrani. Per tant, la mola va tindre una ocupació contínua des del final de l'edat del bronze o inicis de l'edat del ferro, estenent-se fins a la segona meitat del segle i aC Es va abandonar en època romana en passar els assentaments a la plana, encara que el lloc seguiria visitant-se durant aquesta època, donada la presència esporàdica de materials dels primers segles de la nostra era. El poblat es recuperaria novament en un moment indeterminat de la segona meitat del segle viii, per ser abandonat definitivament cap al segle x com a lloc d'hàbitat. Es va tornar a ocupar com a observatori militar de l'aeròdrom proper durant la Guerra Civil i com a camp de cultiu durant la dècada de 1940.

## Nivells

### Preromà
Del nivell preromà es conserva principalment el sistema defensiu, fins al punt de convertir-lo en un dels grans exemples de la poliorcètica ibèrica i celtibèrica. Les troballes més espectaculars s'han centrat en el poblat de l'edat del ferro, la superfície de 2,65 hectàrees, que seria més gran donada l'existència de barris extramurs, que fan que puga ser considerat com un oppidum de mida petita.
La gran defensa natural del lloc es va completar, al llarg d'un centenar de metres, amb una muralla longitudinal molt ben conservada pel nord i l'oest, les zones més accessibles, mentre que un gran torrassa rectangular d'uns 40 m², un avantmur o torre avançada i un fossat d'uns 20 m de longitud i gairebé 5 d'ample, amb el qual es relaciona una poterna magníficament conservada, defensen l'istme situat al costat est, el més vulnerable. Sengles torres, de les que en l'actualitat no queden pràcticament restes, flanquejarien la porta principal d'accés al poblat, a la qual s'hi arribaria per un camí tallat a la roca, que conserva els profunds solcs produïts per les rodes dels carros.
El poblat va estar dotat de diverses cisternes tallades a la roca, dues a l'interior de l'hàbitat, i una altra, de més de 20 metres de profunditat, a l'exterior del recinte, al costat del camí que es dirigia cap a l'accés principal. En els voltants del poblat es documenta la necròpolis, d'incineració en urna, lamentablement destruïda gairebé en la seua totalitat. Destaca així mateix l'existència d'una cova-brollador situada als peus del vessant sud-occidental, interpretable com un santuari.

### Andalusí
Del nivell andalusí es conserva la planta completa de l'assentament, que sembla correspondre a un hisn o lloc fortificat en altura de certa envergadura. El conjunt presenta l'interès d'haver conservat la planta completa de l'assentament, d'una mica menys d'1 hectàrea, envoltat per una muralla que recorre el seu perímetre de forma completa, individualitzant-se al seu interior dues zones. La primera és el poblat pròpiament dit, on trobem la mesquita i altres edificis annexos, així com conjunts d'estances, articulades per espais oberts, en la seua part més elevada es localitzen les restes d'una petita torre sentinella. La segona zona és un recinte lliure de construccions connectat amb les altres àrees per dos accessos i que s'interpreta com interpretat com un albacar. Pel que fa a les unitats habitacionals, es tracta de grans espais rectangulars, majoritàriament sense compartimentació interna, amb murs de traçat irregular, construïdes en general sobre les restes d'altres anteriors, pertanyents a la fase ibèrica del poblat. Extramurs d'aquest nivell quedaven les defenses preromanes, convertides en un espai de serveis en el qual s'ha documentat un edifici de grans dimensions.
- Mesquita: Localitzada a la part més oriental de la zona alta, és la troballa més important. Es tracta d'un edifici de planta rectangular, on la seua predeterminada orientació del mur sud o qibla, amb un nínxol rectangular o mihrab, ens porten a la seua clara identificació. L'edifici queda integrat per una gran estança, al sud, en la qual s'individualitzen sengles sales comunicades entre si, que comptarien possiblement cadascuna d'elles amb un nínxol, així com una petita avantsala que donaria pas al que s'ha interpretat com un pati, situat al nord. La presència d'aquest edifici en aquest assentament destaca la seua singularitat, revelant la ideologia i cultura dels seus pobladors, possiblement amazics.[1]